# صورت (فیلم ۲۰۰۹)
صورت (انگلیسی: Face) فیلمی کمدی به کارگردانی تسای مینگ-لیانگ است که در سال ۲۰۰۹ منتشر شد.

## بازیگران
- فنی اردان
- ژان‌پیر لئو
- ژن مورو
- لتیسیا کاستا
- متیو آمالریک
- ناتالی بی